# Fodor Mihály (jezsuita pap)
Fodor Mihály (Balaton, 1709. szeptember 28. – Eger, 1775. március 23.) bölcsészdoktor, jezsuita rendi pap, tanár.

## Élete
1727. mint lőcsei rhetor, Trencsénben lépett a rendbe; miután bölcseleti doktor lett Nagyszombatban, ugyanott négy évig tanította a filozófiát; 1749-től 1763-ig Trencsénben rector és a rend növendékeinek mestere volt; azután Egerben és Kassán rector, végül Egerben a rend harmadéves tagjainak tanítója.

## Munkái
- Heroes illustres belli (Italici 1734) panegyrica oratione celebrati. Kassa, 1736
- Bellica Hungarorum fortitudo. Nagyszombat, 1745
- Methodus agendae verae poenitentiae, ad conversionem peccatoris necessariae. Nagyszombat, 1746 (ugyanez magyarul: A bűnös embernek megtérésére az igaz poenitentia tartásnak módja. Nagyszombat, 1746 és Kassa, 1753)